# ザ・13ドアーズ
ザ・13ドアーズは、東京ドームシティ内にある施設ラクーアに存在したお化け屋敷。2008年1月14日をもって営業を終了した。ここではパラシュートランドにある後継の「仮設お化け屋敷」についても記述する。
なお、同場所には2008年2月16日に「ライラの冒険 黄金の羅針盤」がオープンしたが、2009年9月23日をもって終了した。
2009年12月12日にライドシューティングアトラクション「ザ・ダイブ」が開業される。

## アトラクション概要
- ウォークスルー型ホラーハウス（出口まで歩いていくタイプのお化け屋敷）。
- コースには数々の扉があり、自ら鍵で扉を開けて進んでいく。
- 館内には特別な人しか入れない｢開かずの間｣がある。
- 夏期営業時には夕方からザ・13ドアーズとは異なった夏期限定のホラーハウスに変わる（下記参照）。

### 屋敷における設定
- 13ドアーズはその昔、優れた人形師とその一族が住む館であったとされた。人形師はとても醜い容姿をしており、常にその顔を自らの造ったマスクで覆っていた。そしてこの館をも、地の底に隠してしまったのである。ところが・・・双子の娘の誕生日の夜、人形師は何者かに取り付かれ、家族と使用人を皆殺しにし、自らも衰弱死してしまう。それ以来、この館に近寄るものはいなかった。それからしばらくして、ある建築工事の際、7つの棺桶が掘り起こされた。しかし7つの棺桶のうち、残りの1つには名前が刻まれていないのである。もしかして、その棺桶に刻まれるのは、あなたの名前かもしれない・・・。
- 実際にこの設定が入り口付近のモニターにおいて一般注意事項とともに流され、館の不気味な雰囲気を演出していた。

### スペック
- コース全長：約200m
- 所要時間：約10分
- 料金：800円

## 夏期限定イベント
毎年恒例となる夏期限定イベントは、テーマに沿った演出がなされている。イベントは夕方（16時及び17時）からとなっており、イベント30分前までは通常のザ・13ドアーズとして営業している。
- 2003年：呪怨の部屋

映画「呪怨2」とのタイアップ。通常の「開かずの間」が「呪怨の部屋」に変わっている。
- 2004年：呪いの人形

後半で不気味な少女の人形を抱いて歩く。この人形は時々声を発する。人形は人形作家、清水真理のプロデュースによるもので、ひとつひとつ表情が異なる。
- 2005年：血まみれの足跡

殺人現場となった屋敷の中を、ブラックライトを持ちルミノール反応を見ながら進む。
- 2006年：呪いの黒髪屋敷

黒髪だらけの屋敷の中を進む。長い髪の女性の近くにある扉は、その髪を手渡された櫛で梳かさないと開かない。
- 2007年：闇の歯科病棟

惨劇が起こった歯科病棟の中を進む。手渡された歯鏡で院内にある死体の口の中を覗かなければ扉が開かない。今回は映画「呪怨 パンデミック」とのタイアップも行われており、最後スタッフから口の中に前歯の裏にもう1本歯がある死体を質問され、正しければ「呪怨 パンデミックの部屋」に入る事ができる。
今回よりお化け屋敷内部にライブカメラ「ゴーストカム」を設置。インターネット上で24時間見る事ができる。営業中の様子はもちろん、普段は見る事のない営業終了後の様子も見る事ができる。

## その他
- 鍵はICチップが内蔵されているが、これはスポンサーであるALSOK仕様のものである。
- 鍵穴のある扉は全部で7枚（その他の扉も合わせると13枚）である。
- 本アトラクションの仕掛けや造形物の一部は、後にパラシュートランドに登場したお化け屋敷に使用されている。

## 仮設お化け屋敷
ザ・13ドアーズの終了後、2008年夏よりパラシュートランドのカーニバルアベニュー（ゲームコーナー）内に登場。内容は期間限定で変更され、ホラー映画とのタイアップで行われているものもある。屋敷内の造形物は、ザ・13ドアーズ及び過去の期間限定イベントで使用されたものが一部使用されている。なお、カーニバルアベニューは2011年1月16日に営業を終了し、現在は仮設お化け屋敷のみの営業となっているが、同年1月30日から営業を休止している。
2008年7月～9月：幽霊物件 ～呪われる家～
16時に扉を閉めなければならないという曰く付き物件が舞台。15時半までは「白昼編」、16時から「夕闇編」となる。夕闇編では演出が向上している他、渡された鍵で入口と物件内のお札が貼られている扉を開けて進む。ゴーストカムも設置。館外にはスピーカーが設置されており、中で悲鳴を上げる一般客の声がリアルタイムで聞こえるようになっている。
2008年10月：映画「ハロウィン」の館
ハロウィンイベント限定で、映画「ハロウィン」とのタイアップ。ブギーマンの潜む館の中を進んでいく。今回もゴーストカムが設置されているが、外にモニターとスイッチが設置され、一般客が映像を見ながら遠隔操作で仕掛け（ブギーマンの人形）を動かす事ができる「リモートゴースト」が導入された。
2008年11月～2009年1月：映画「ミラーズ」 恐怖「鏡」の館
映画「ミラーズ」とのタイアップ。鏡が多く設置された館内を歩く。
2009年1月～6月：座敷わらしの家 おばけ玉の冒険
座敷わらしを助ける為、館内にある「おばけ玉」を3つ探して出口まで持って行く。これまでのお化け屋敷に比べ、子供でも利用しやすいようになっている。
2009年7月～9月：血の妖面屋敷
今回は外装もリニューアルされた。外した者に災いが訪れるという能面がある家が舞台。16時半までは「絶叫編」、17時から「超絶叫編」となる。超絶叫編では演出が格段向上され、能面を付けた人の面を外さなければならない。ゴーストカムも設置。
2009年10月～2010年1月：恐怖！監獄の館
映画「板尾創路の脱獄王」とのタイアップ。内装が刑務所となっており、手錠をされた状態で進む。舞台に合わせ、アクター（お化け役）も囚人となっている。ゴーストカムも設置。
2010年7月15日～9月30日：足刈りの家
「くつをぬいであるく。」をコンセプトに、素足のまま体験する。昨年同様、開園から16時半までは「絶叫編」、17時から「超絶叫編」となる。超絶叫編では演出が格段向上される。ゴーストカムも設置されている他、「ハロウィンの館」以来となるリモートゴーストを導入。
当初は8月31日までの予定だったが、絶叫編は好評につき延長された。
2010年11月18日～：血の遺言状
所々字が抜けている遺言状を渡され、屋敷内に隠された文字を記入していく。
これまではイベントとして行われていたが、今回より正式にアトラクションとして扱われるようになった。
2011年1月14日～1月30日：超常現象の館
映画「パラノーマル・アクティビティ2」とのタイアップ。
本来は2011年3月31日までの予定だったが、1月30日に「スピニングコースター舞姫」で死亡事故が発生したため、同日を以って終了した。
2011年10月14日～：魔界からの恋文